# المطلة (الرقة)
المطلة قرية سورية تتبع ناحية المنصورة في منطقة الثورة في محافظة الرقة. بلغ عدد سكانها 224 نسمة في عام 2004 حسب إحصاء المكتب المركزي للإحصاء.